# Liberato de Castro Carreira
Liberato de Castro Carreira (Vila de Santa Cruz do Aracati, 24 de agosto de 1820 — Rio de Janeiro, 12 de julho de 1903) foi um médico e político brasileiro. Foi senador do Império do Brasil de 1882 a 1889.

## Origem e primeiros anos
Era filho do cirugião Luis da Silva Carreira, natural de Leiria, Portugal, e de Rita Apolinária de Castro Carreira, filha de José de Castro e Silva II, capitão-mor de Aracati, e de Joana Maria Bezerra de Meneses, logo, irmã de João Facundo de Castro Meneses, José de Castro e Silva III, Manuel do Nascimento Castro e Silva e Vicente Ferreira de Castro e Silva.
Após concluir os estudos preparatórios em sua cidade natal, embarcou no paquete Brasília para o Rio de Janeiro, onde chegou em 18 de agosto de 1838, para estudar na Escola de Medicina, na qual se matriculou em março do ano seguinte, pela qual se graduou em 20 de dezembro de 1844. Retornou ao Ceará no ano seguinte, estabelecendo residência em Fortaleza.
Em 11 de setembro de 1844, casou-se com sua prima-germana Brasília Angélica de Castro e Silva, filha de seu tio Vicente Ferreira de Castro e Silva e de Firmina Angélica de Castro e Silva. O casal teve seis filhos.
Por portaria de 3 de abril de 1845, foi nomeado médico da pobreza pelo então presidente da província, Coronel Inácio Correia de Vasconcelos. No ano seguinte, foi nomeado substituto do juiz de direito, municipal e de órfãos dos termos reunidos da capital, de Aquiraz, de Cascavel e de Imperatriz, nomeação esta que foi renovada para os biênios de 1848 a 1850 e de 1850 a 1854. Por portaria de 2 de abril de 1847, foi nomeado médico-consultante do Hospital Militar; por decreto de 29 de julho de 1848, provedor da saúde do porto do Ceará, e membro da junta de higiene pública por portaria de 26 de julho de 1852.
Foi por duas vezes a Aracati comissionado pelo governo para tratar os mais carentes, uma por ocasião da epidemia de varíola, em 1849, e outra em 1851, por causa do aparecimento ali da febre amarela, e bem assim às cidades de Russas e Sobral por ordens de 4 de outubro e 10 de novembro do mesmo ano. Seus serviços valeram-lhe ser condecorado com a comenda da Imperial Ordem de Cristo.
Em 10 de dezembro de 1852, embarcou no vapor Imperatriz para o Rio de Janeiro, fixando residência em Niterói, onde foi nomeado, por portarias de 6 de setembro de 1854 e 23 de dezembro de 1858, primeiro suplente do delegado de polícia, e estando em exercício desse cargo, deu-se o fato notável de em tão longo período apenas um processo seguir os termos da lei, pelo motivo muito justificado de que todas as questões ele procurava sempre resolver amigavelmente, fazendo sentir às partes que o melhor da justiça é não ter ocasião de a experimentar, tomando como lição dos antigos o rifão que antes uma má composição do que uma bôa demanda, nas palavras do Barão de Studart.
Ofício de 30 de julho de 1855 nomeou-o para dirigir a enfermaria criada para o tratamento dos indigentes affetados de cólera em Niterói, e nessa comissão prestou serviços tão meritórios, que ao terminar os seus trabalhos foi condecorado com o hábito da Rosa.
Como acionista da estrada de ferro D. Pedro II, foi o autor da proposta para a nomeação da comissão que resolveu a questão do traçado da segunda secção, que levou a ferrovia até os estados de São Paulo e de Minas Gerais. Dessa comissão ocupou o lugar de secretário e apresentou um importante e minucioso relatório que foi impresso e distribuído aos acionistas. Da discussão desse relatório resultou a retirada da maior parte da diretoria, que não estava de acordo com as suas conclusões.

## Carreira política
Procedendo-se no Ceará, em 19 de março de 1867, a eleição para o preenchimento de duas vagas no Senado, foi o seu nome contemplado com 752 votos fazendo parte da lista sêxtupla apresentada à escolha imperial. Todavia, subindo ao poder o Partido Conservador, em 16 de julho e fazendo parte do ministério José Martiniano de Alencar, esta eleição foi anulada pelo Senado, e quando se mandou proceder a uma nova eleição, o Partido Liberal se manteve em completa abstenção, em virtude da reação exercida na província.
Conseguiu, por dec. de 1 de março de 1877, a aprovação dos estatutos do Banco Comercial e Hipotecário do Ceará, instituição de crédito que pretendia montar na capital da província, e que deixou de se realizar, tanto pelo aparecimento da seca, que assolou a província por três anos, como pelas mortes do senador Pompeu e do Visconde de Cauípe, seus principais auxiliares nessa empresa. Durante esse período, prestou importantes serviços à sua província natal. Através de uma série de artigos publicados no Jornal do Comércio, em que fez um histórico dos fatos ocorridos na província, conseguiu chamar a atenção da sociedade para a situação do Ceará e, aproveitando essa disposição, abriu-se uma subscrição em favor das vítimas da seca. Sendo aberta na capital, foi favoravelmente acolhida em todo o estado do Rio de Janeiro e em outros, e até receberam-se donativos da França e Inglaterra. Todo serviço foi feito na província por uma comissão de notáveis cearenses, tendo como seu presidente o bispo D. Luis.
Grassando, em 1873, a epidemia de febre amarela com intensidade no Rio de Janeiro, e tendo a Santa Casa de Misericórdia resolvido montar uma enfermaria homeopática para o tratamento dos doentes, foi ele o encarregado pelo provedor de sua direção.
Tendo a província de proceder, em 1878, a eleição para o preenchimento de duas vagas no Senado, seu nome não podia deixar de figurar na lista sêxtupla, e assim aconteceu ocupando ele o segundo lugar; a eleição, porém, foi anulada pelo Senado pela preliminar de haver sido feita na ocasião em que a província lutava com a calamidade da seca, e, por isso, só em 1880 foi ela realizada, em lista nônupla, pelo falecimento do senador Francisco de Paula Pessoa. Nessa eleição o seu nome foi adotado por todos os partidos, o que significa a maior prova de consideração e estima. Reconhecido por todos como merecedor do sufrágio dos seus concidadãos, e por isso teve quase a unanimidade de votos e ocupou o primeiro lugar. Escolhido, por carta imperial de 2 de maio de 1881, senador do Império, e sendo aprovado o parecer da Comissão de Constituição e Poderes no dia 23 de janeiro de 1882, tomou assento no Senado no dia 24. Durante seu mandato, empenhou-se sempre na consecução de verbas para o Ceará. Em 1889, publicou pela Imprensa Nacional um livro de 768 páginas sobre a história financeira e orçamentária do Império desde a independência.
Discutiu também algumas questões, entre elas, as reformas da Caixa Econômica e organização das Tesourarias e apresentou um importantíssimo projeto sobre o serviço da higiene pública, no qual se reformava e dava completa organização a este ramo do serviço público. Este projeto logo foi aprovado, mas sendo dissolvido o Senado pela Proclamação da República, ficou arquivado. Ocupava o lugar de terceiro secretário da mesa do Senado quando se deu o acontecimento.
Faleceu aos 82 anos na capital federal. Seu nome foi dado pelo prefeito Raimundo Girão à praça onde está localizada a estação da Estrada de Ferro de Baturité, em Fortaleza.